# Chersotis stojanovi
Chersotis stojanovi är en fjärilsart som beskrevs av Tuleschkov 1951. Chersotis stojanovi ingår i släktet Chersotis och familjen nattflyn. Inga underarter finns listade i Catalogue of Life.